# أدريان بوليس
أدريان بوليس (بالإنجليزية: Adrian Pulis)‏ هو لاعب كرة قدم مالطي في مركز الدفاع، ولد في 30 مارس 1979 في جبار ‏ في مالطا. شارك مع منتخب مالطا لكرة القدم. أما مع النوادي، فقد لعب مع نادي هيبرنيانز.

## وصلات خارجية
- أدريان بوليس على موقع قاعدة بيانات كرة القدم.إي يو (الإنجليزية)
- أدريان بوليس على موقع ناشيونال فوتبول تيمز (الإنجليزية)